# Suttungr (lune)
Pour les articles homonymes, voir Suttungr.
Suttungr (S XXIII Suttungr) est l'une des lunes de Saturne.
Il fut découvert en 2000 par l'équipe de Brett J. Gladman (désignation temporaire S/2000 S 12).
Il porte le nom de Suttungr, un géant de la mythologie nordique, détenteur de l'hydromel de la sagesse dont Odin but une coupe. Il est destiné à allumer le brasier qui détruira le monde.
Son nom est épelé Suttung par certaines sources ; c'est le nom utilisé dans l'annonce originale — cependant, le Groupe de travail sur la nomenclature du système planétaire (Working Group on Planetary System Nomenclature) de l'UAI décida peu de temps après d'utiliser l'épellation nordique correcte.